# Costa Oeste da Suécia

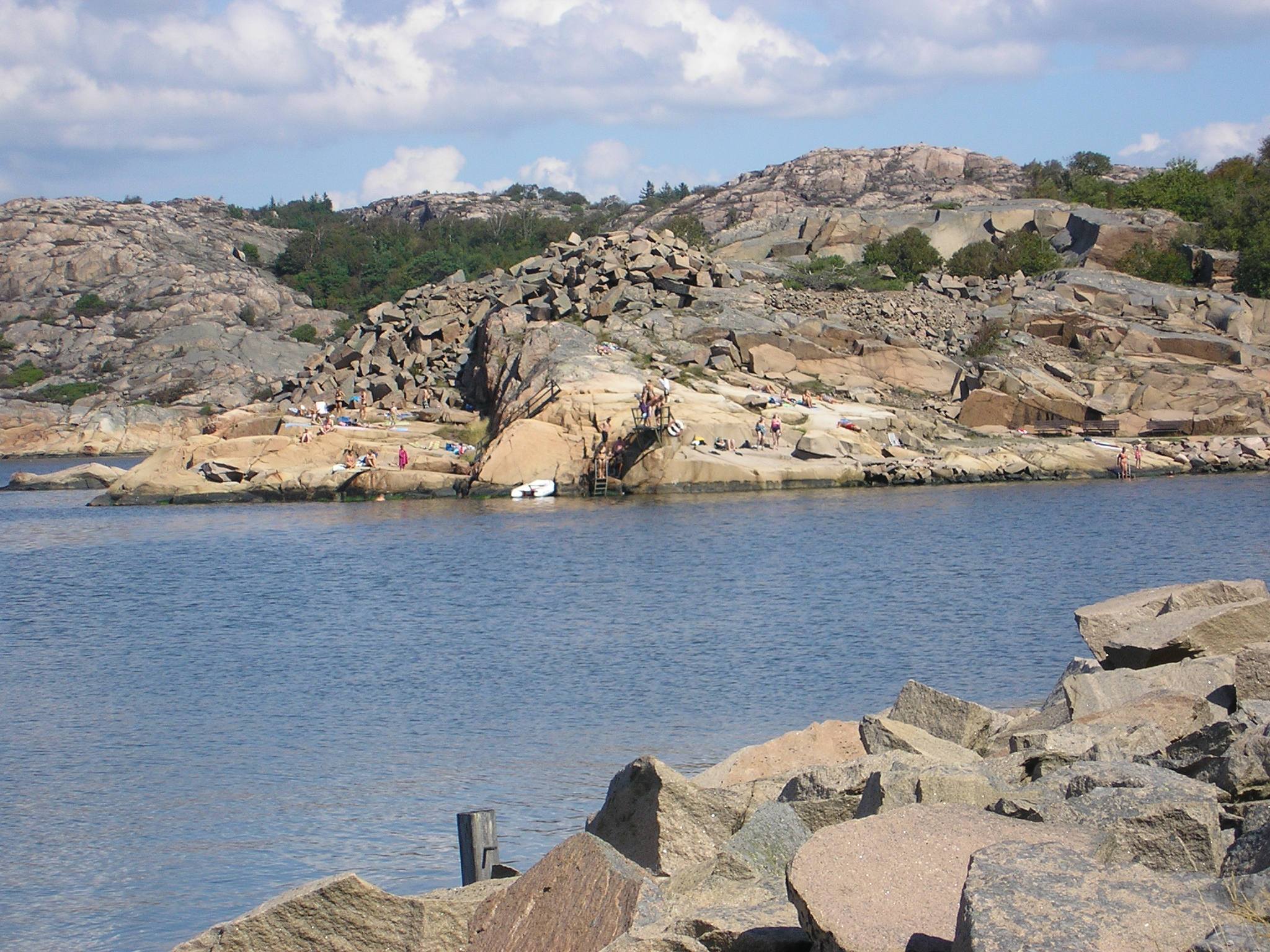
Imagem da Västkusten - Fågelviken

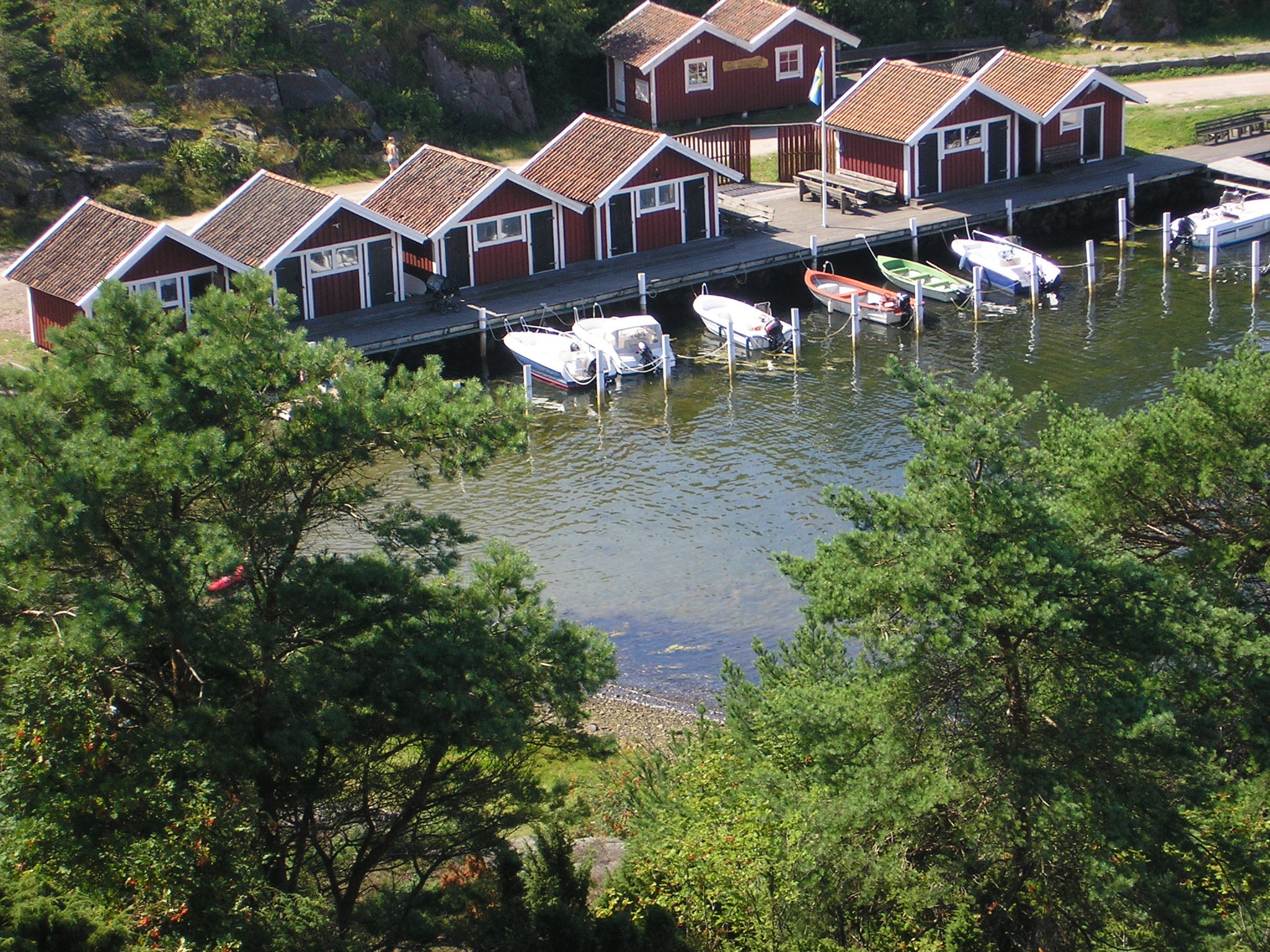
Cabanas tradicionais de pescadores - Fågelviken

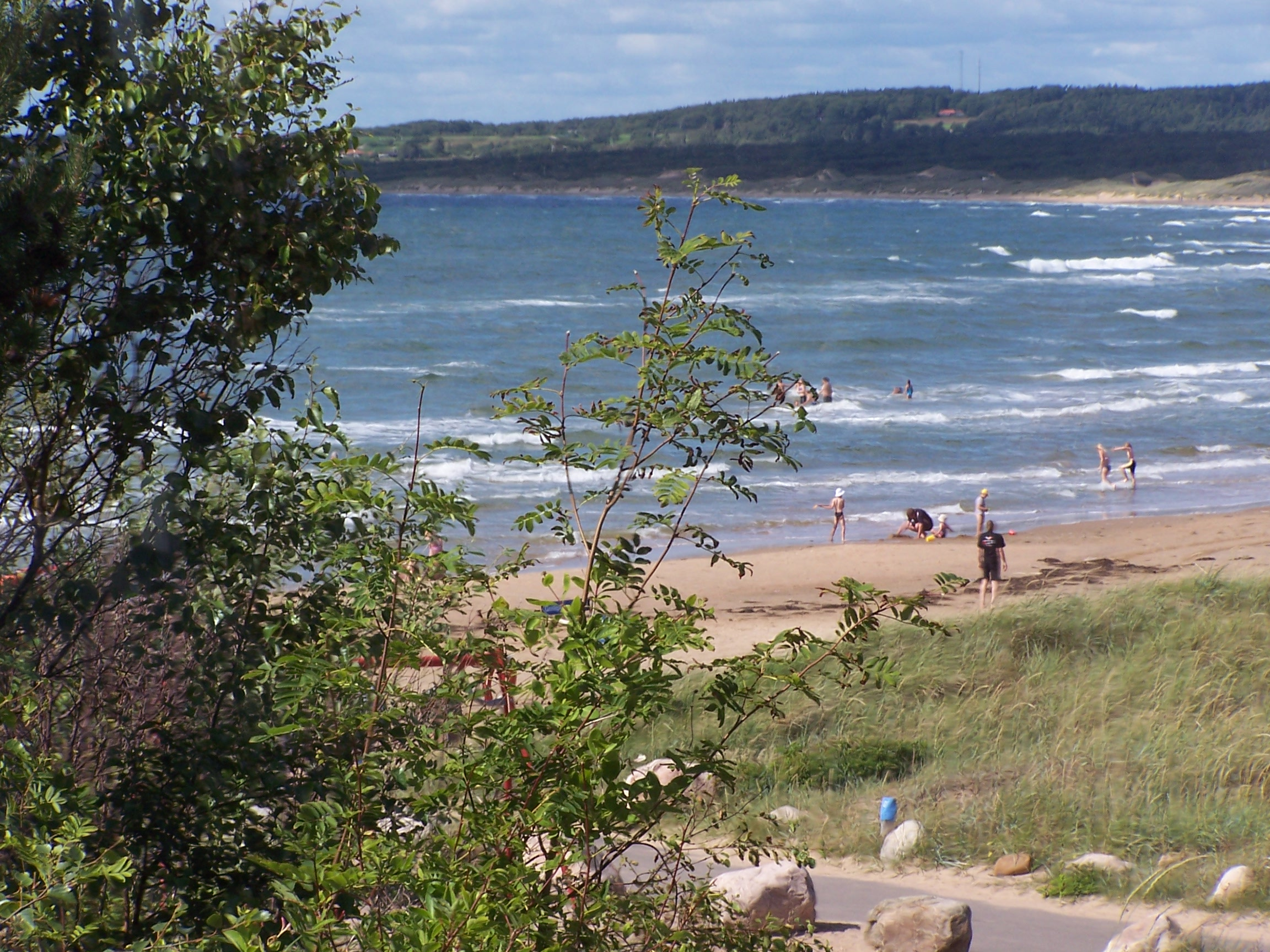
Praia de Tylösand

A Costa Oeste da Suécia - conhecida como Västkusten - 
é a região costeira das províncias históricas da Bohuslän, Västergötland e Halland, banhadas pelos estreitos do Categate e Escagerraque.
A Västkusten estende-se da fronteira com a Noruega até à baía de Laholm (Laholmsbukten), abrangendo os seguintes municípios:
- Strömstad
- Tanum
- Sotenäs
- Lysekil
- Uddevalla
- Orust
- Tjörn
- Stenungsund
- Kungälv
- Öckerö
- Göteborg
- Kungsbacka
- Varberg
- Falkenberg
- Halmstad
- Laholm